# De Lane Lea Studios
De Lane Lea Studios — студия звукозаписи, расположенная в Сохо (Лондон, Англия). Широко известна записями в жанре рок- и поп-музыки, сделанными в этой студии начиная со второй половины 1960-х годов. В настоящее время занимается главным образом дубляжем художественных фильмов и сериалов. 

## История
Основана в 1947 году атташе французской разведки на службе у британского правительства майором Уильямом де Лейн Ли (William De Lane Lea), для дублирования английских фильмов на французский язык. В 1960-х и 1970-х годы студия была адаптирована и расширена в соответствии с потребностями рынка. За этим последовало заметное увеличение количества музыкальных записей, а рост коммерческих радио- и телевизионных станций привел к появлению новых областей деятельности в области рекламы.
В 1960-е и 1970-е годы в студии записывали свои альбомы многие известные музыканты и группы, среди которых the Animals, the Beatles, the Rolling Stones, Bee Gees, Deep Purple, Pink Floyd, Procol Harum, the Who, Soft Machine, Queen, the Jimi Hendrix Experience, Wishbone Ash, Renaissance, Electric Light Orchestra. 
Сегодня De Lane Lea Studios специализируется на переработке художественных фильмов и сериалов, в том числе четыре фильма о Гарри Поттере и два фильма о Джеймсе Бонде.
В ноябре 2012 года студия была передана концерну Warner Bros.